# Пепис, Марк, 6-й граф Коттенем
Марк Эверард Пепис, 6- граф Коттенем (англ. Mark Everard Pepys, 6th Earl of Cottenham; 29 мая 1903 — 19 июля 1943) — английский пэр, баронет, автогонщик, член Палаты лордов и офицер МИ-5.
Он ушёл из МИ5 во время Второй мировой войны, вскоре после нападения Германии на СССР, так как не поддерживал продолжение войны против Германии.

## Ранняя жизнь
Марк Пепис родился 29 мая 1903 года. Второй сын Кенелма Пеписа, 4-го графа Коттенема (1874—1919), и его жены леди Роуз Невилл (1866—1913), дочери Уильяма Невилла, 1-го маркиза Абергавенни. Он получил образование в школе Чартерхаус, затем поступил в Vickers и Университетский колледж Лондона, где изучал инженерное дело. Его отец был дальним родственником Сэмюэля Пеписа.

## Карьера
В 1922 году Марк Пепис сменил старшего брата на посту графа Коттенема, виконта Кроухерста из Кроухерста, графство Суррей, барона Коттенема из Коттенема, Кембриджшир, и баронета с Уимпол-стрит. Он был членом Палаты лордов с 1924 года до своей смерти в 1943 году и выступал в Палате лордов по вопросам дорог. Как автогонщик, в 1925 и 1926 годах он участвовал в гонках в Бруклендсе за рулем Austin 7 и заводского Alvis . Сообщалось, что он всегда брал с собой на скачки своего камердинера, чтобы убедиться, что он хорошо подготовлен. Позже он основал автомобильную ассоциацию под названием «Порядок дороги», которая пропагандировала безопасное вождение.
Лорд Коттенем служил офицером Лестерширского йоменри и 25 апреля 1926 года получил звание лейтенанта. Он подал в отставку 4 мая 1927 года .
В 1932 году граф Коттенем написал серию статей для The Daily Express, в которых заявил о своей вере в спиритуализм и заявил, что сам является медиумом. С этой темой его познакомили мать покойного Генри Сигрейва и Эстель Робертс.
В 1930-х годах лорд Коттенем разработал систему контроля автомобилей для столичной полиции, которая включала проверку: «Вы едете: в нужном месте, с нужной скоростью, на правильной передаче, предвидите опасности, часто проверяете зеркало?» В 2007 году Ассоциация инструкторов по вождению продолжила поддерживать это в своем руководстве Roadcraft.
В 1939 году лорд Коттенем вернулся в Лестерширский йоменри. К началу Второй мировой войны он был назначен руководителем транспортного отдела МИ-5. Однако в 1941 году, после того как Уинстон Черчиль пришёл к власти и после того, как немцы начали операцию «Барбаросса», он ушёл из МИ5 и уехал жить в США, так как он больше не поддерживал войну с Германией . Хотя иногда утверждается, что он умер в Соединённых Штатах в 1943 году, на самом деле он вернулся в Англию для лечения.
Граф Коттенем умер 19 июля 1943 года в модном доме престарелых по адресу Мандевиль-плейс, 9, Вестминстер, когда жил в Клубе путешественников. Он оставил поместье стоимостью 1969 фунтов стерлингов. Его душеприказчиками были его младший брат Джон Дигби Пепис и Реджинальд Паунд. Лорду Коттенему наследовал его младший брат Дигби Пепис.

## Личная жизнь
19 января 1927 года в церкви Святой Маргариты в Вестминстере лорд Коттенем женился на Сибил Венеции Тейлор (? — ноябрь 2001), дочери капитана Джона Викриса Тейлора, и до развода в 1939 году у них было две дочери:
- Леди Роуз Эдит Идина Пепис (5 ноября 1927 — 28 апреля 2021), в 1994 году вышла замуж за полковника Оливера Чарльза Бергера
- Леди Паулина Мэри Луиза Пепис (14 июня 1930 — 25 сентября 2017), вышла замуж за Дениса Бернарда Хэдли в 1973 году.

В 1939 году лорд Коттенем и его жена развелись. В феврале 1939 года, к её большому волнению, он пригласил Анну Волкову поужинать с ним, но из этого ничего не вышло. 10 апреля 1939 года Клоп Устинов сообщил МИ5, что Анна была «убежденной нацистской пропагандисткой». Год спустя она попала в тюрьму за преступления, предусмотренные Законом о государственной тайне, и написала графу Коттенему из тюрьмы, но он не ответил.

## Публикации
Роман лорда Коттенема All Out (1932), посвященный вдове его старого товарища по гонкам Генри Сегрейва, рассказывает историю группы друзей-автомобилистов, сражающихся с бандой международных преступников, и включает в себя драматическую аварию на гонках, основанную на опыте.
- Motoring To-day and To-morrow (1928) посвящен Реджинальду Паунду с примечанием из Марка Коттенема, в котором говорится, что «в автомобилестроении, как и в других вещах, мы лелеем схожие идеалы и не любим одни и те же тенденции»[17] .
- Motoring Without Fears (Лондон: Methuen & Co., 1928)
- Motoring To-day & To-morrow, с предисловием Джона Бьюкена, иллюстрировано А. Е. Хорном (Лондон: Methuen & Co., 1928).
- Steering-Wheel Papers (Лондон: Касселл, 1932)
- All Out: the story of Tom Furness’s adventure (Лондон: Касселл, 1932, роман)
- Sicilian Circuit (Лондон: Касселл, 1933, роман) OCLC 810762147
- 'Mine Host, America (Лондон: Коллинз, 1937).